# Mosaic de Balèria
El mosaic de Balèria és una lauda sepulcral, en forma de mosaic, que fa referència a Balèria, dona de Mallorca, morta vers la meitat del segle iv, i a qui algú va dedicar aquest bell mosaic de la basílica paleocristiana de Son Peretó. Es conserva a la Torre dels Enagistes de Manacor (Museu d'Història de Manacor).
El mosaic (opus tessellatum), es divideix en tres parts, segons el model comú al Nord d'Àfrica i a la península Ibèrica. A la part superior hi ha representada una corona amb dos ocells a cada banda; en la banda central del mosaic hi ha l'epitafi, i a l'inferior, una cràtera i dos cors. Es tracta d'una simbologia cristiana molt emprada en la decoració funerària. Tot el conjunt està emmarcat per una sanefa de rombes i cercles.
L'epitafi, en llatí diu: BALERIA/ FIDELIS IN/ PACE VIXIT/ANNIS X TRS/ DE HAC VITA/SD II/KAL OCTO.
La traducció, aproximadament, ens diria que Balèria, fidel, va viure en pau anys 26 (?), i va sortir d'aquesta vida el dia segon de les calendes d'Octubre.
Aquesta sepultura, es trobava als peus del temple, cobrint al mateix temps, la tomba d'un infant.